# Barrage de Kossou
Barrage de Kossou är en dammbyggnad med ett vattenkraftverk i floden Vita Bandama i Elfenbenskusten. Den ligger på gränsen mellan distrikten Yamoussoukro och Sassandra-Marahoué, i den centrala delen av landet, 30 km nordväst om huvudstaden Yamoussoukro. Barrage de Kossou ligger 196 meter över havet. Dammen stod klar 1972 och bildar sjön Lac de Kossou. Vattenkraftverket har en installerad effekt på 175,5 MW fördelad på tre Francisturbiner.